# Чума на оба ваши дома!
Чума на оба ваши дома! (англ. A plague on both your houses) — крылатая фраза из трагедии «Ромео и Джульетта» Уильяма Шекспира в русских переводах А. А. Григорьева (1864) и Т. Л. Щепкиной-Куперник (1941). Фраза используется для выражения раздражения и иронии по поводу спора или конфликта двух сторон. Считается одним из самых известных крылатых выражений, принадлежащих Шекспиру.

## Контекст
Фраза звучит в 3-м акте 1-й сцены трагедии.
Тибальт из клана Капулетти, двоюродный брат Джульетты, сражается на шпагах с Меркуцио, другом Ромео из клана Монтекки. Ромео и Бенволио стараются разнять противников, Меркуцио отвлекается, не видит противника и из-под руки Ромео Тибальт смертельно ранит Меркуцио.
Чувствуя приближение смерти, Меркуцио произносит:
 

МЕРКУЦИО:

Чума, чума на оба ваши дома!

Я из-за них пойду червям на пищу,

Пропал, погиб. Чума на оба ваши дома!Оригинальный текст (англ.)MERCUTIO:

A plague o' both your houses!

They have made worms' meat of me: I have it,

And soundly too: your houses!
Меркуцио, умирая, повторяет эту фразу («A plague o' both your houses!») трижды. И это троекратное предсмертное проклятие, посланное домам Монтекки и Капулетти, сбывается почти буквально. Из-за случайности — чумного карантина, наложенного городской стражей, монах Джованни не смог доставить письмо, извещавшее изгнанного Ромео о том, что Джульетта не мертва, а спит. В результате и Ромео, и Джульетта погибают.

## Варианты оригинальной фразы
В первом печатном издании «Ромео и Джульетты» (так называемое «первое кварто» или «плохое кварто», изданное в 1597 году) Меркуцио призывал на дома Монтекки и Капулетти сифилис (poxe), а не чуму (plague).
Также существуют обоснованные сомнения, что в ранних изданиях упоминался именно сифилис. Шекспир вполне возможно под словом poxe мог иметь в виду не сифилис, а оспу. В шекспировские времена сифилис и оспа не были обязательно смертельными заболеваниями, и, поэтому, Шекспир мог заменить первоначально более мягкое проклятие, на более радикальное.

## Варианты переводов
Первым именно так — «Чума на оба ваши дома!» — фразу, ставшую крылатой в русском языке, перевёл в 1864 году Аполлон Григорьев. Этот перевод впервые опубликован в 1864 году в журнале «Русская Сцена». Для своего перевода Григорьев использовал издание 1599 года (так называемое «второе кварто»). Перевод «Ромео и Джульетты» был одним из любимых трудов А. А. Григорьева, он торопил редактора «Русской сцены» Н. В. Михно с публикацией, но перевод вышел уже после его смерти. Post-scriptum переводчика оказалось последним стихотворением Аполлона Григорьева.
Точно так же, как Аполлон Григорьев, перевела фразу и Т. Л. Щепкина-Куперник, но её перевод был сделан уже в 1941 году.
Другие варианты переводов крылатыми не стали:
- «Чума возьми семейства ваши оба!» — перевод Б. Л. Пастернака, 1942[10].
- «Чума на вас, на оба ваши рода!» — перевод О. П. Сороки[11].
- «И да падет чума на оба дома!» — перевод Екатерины Савич.
- «Чума на вас, — на оба ваши дома!» — перевод Д. Л. Михаловского[12].
- «Проклятие обеим враждующим семьям!» — перевод в прозе П. А. Каншина, 1893[13].
- «Чума на ваши домы!» — перевод Анны Радловой, 1939[14].
- «Я проклинаю оба ваши дома, пускай на них падет чума!» — перевод Ивана Диденко, 2017[15].[значимость факта?]

## В культуре
- В 1994 году русский драматург Григорий Горин написал пьесу «Чума на оба ваши дома!», сюжет которой является продолжением пьесы Шекспира «Ромео и Джульетта»[16].
- «Чума на оба ваши дома» (англ. «A Plague on Both Your Houses») — детектив британской писательницы Сюзанны Грегори[англ.], изданный в 1996 году[17].

## Комментарии
1. ↑  В июне-июле 1864 года Григорьев писал редактору журнала «Русская сцена» Н. В. Михно: «… отделываю для вас „Ромео и Джульетту“, так что теперь несомненно она поспеет к августу. Но кроме того, по поводу драмы надумалась мне в это время лихая статья». Эту статью Григорев написать не успел, — поэт запил и умер 25 сентября 1864 года.